# لیاخوی بزرگ
لیاخوی بزرگ (انگلیسی: Great Liakhvi، اوستیایی: Стыр Леуахи) رودخانه‌ای در مرکز گرجستان است که از دامنه‌های کوه‌های جنوبی اوستیای جنوبی در خارج از رشته‌کوه قفقاز بزرگ سرچشمه می‌گیرد و به رود کورا (متکواری) می‌ریزد. طول آن ۱۱۵ کیلومتر (۷۱ مایل) است و دارای حوضه زهکشی ۲٬۳۱۱ کیلومتر مربع (۸۹۲ مایل مربع) است. شهرهای تسخینوالی و گوری در امتداد سواحل لیاخوی بزرگ قرار دارند. این رودخانه عمدتاً از ذوب برف‌ها و رواناب یخچال‌های طبیعی کوه‌های قفقاز و همچنین از منابع آب زیرزمینی تغذیه می‌شود.  لیاخوی در فصل بهار و تابستان به بالاترین حجم آب خود می‌رسد در حالی که کمترین حجم آن در زمستان، زمانی که بخش‌هایی از رودخانه یخ می‌زند، ثبت می‌شود.

حوضه آبریز لیاخوی